# Zenyattà Mondatta
Zenyattà Mondatta ist das dritte Studioalbum der britischen Rockband The Police, das im Oktober 1980 erschien.

## Entstehung und Veröffentlichung
Die Erstveröffentlichung von Zenyattà Mondatta erfolgte am 3. Oktober 1980 bei A&M Records. Das Album erschien in seiner Originalausführung als LP mit elf Titeln (Katalognummer: AMLH 64 831). Am 25. April 1985 erschien es erstmals als CD-Ausführung (Katalognummer: 393 720-2). Im Juni 2003 erschien eine remasterte Fassung, mit einem Video zu Don’t Stand So Close to Me als Bonus (Katalognummer: 493 654-2).
Geschrieben und produziert wurden die Lieder von den Police-Mitgliedern. Während Gordon Sumner (Sting) acht Titel alleine schrieb, war Stewart Copeland für den Schreibprozess von Bombs Away und The Other Way of Stopping sowie Andy Summers für Behind My Camel verantwortlich. Die Produktion aller Titel tätigte die Band gemeinsam mit Nigel Gray. Das Album wurde geschrieben, während sich die Band auf ihrer zweiten Tour befand. Während der vier Wochen Aufnahmezeit spielte die Band einige Auftritte, etwa beim Milton Keynes Festival und in Irland. Die Band stand unter Zeitdruck:

„Wir hatten uns übernommen. Wir beendeten das Album um 4 Uhr morgens an dem Tag, an dem wir die nächste Welttournee starteten. Wir gingen für ein paar Stunden zu Bett und reisten dann nach Belgien zum ersten Auftritt.“

Aus steuerlichen Gründen wollte die Band nicht in Großbritannien aufnehmen; sie entschied sich für die Niederlande.

## Albumtitel
Copeland sagte, die Gruppe sei auf den Titel des Albums gekommen, nachdem sie beschlossen hatte, dass er einfach gut aussprechbar sein sollte. Zenyatta und Mondatta sind erfundene Wörter, die auf Zen, auf Jomo Kenyatta, auf Le Monde und auf Regatta, den Titel des vorherigen Police-Albums Reggatta de Blanc, anspielen. Copeland erklärte:

„Es bedeutet alles. Es ist dieselbe Erklärung, die auch für die letzten beiden Alben gilt. Es hat keine spezifische Bedeutung wie "Polizeibrutalität" oder "polizeiliche Verhaftung" oder etwas ähnlich Vorhersehbares. Da es vage ist, sagt es viel mehr aus. Man kann es auf viele verschiedene Arten interpretieren. Es ist kein Versuch, geheimnisvoll zu sein, es sind einfach Silben, die gut zusammen klingen, so wie der Klang einer Melodie, die keine Worte hat, eine Bedeutung hat.“

## Titelliste
1. Don’t Stand So Close to Me – 4:04
2. Driven to Tears – 3:20
3. When the World Is Running Down You Make the Best of What’s Still Around – 3:38
4. Canary in a Coalmine – 2:26
5. Voices Inside My Head – 3:53
6. Bombs Away – 3:09
7. De Do Do Do, De Da Da Da – 4:09
8. Behind My Camel – 2:54
9. Man in a Suitcase – 2:19
10. Shadows in the Rain – 5:02
11. The Other Way of Stopping – 3:22

## Rezeption
Greg Prato von Allmusic schrieb, das Album sei mit einigem Recht als bestes Police-Album zu bezeichnen. Auch sprach er von „einem der besten Rock-Alben aller Zeiten“, er vergab fünf von fünf Sternen, wenngleich Sting selbst aufgrund des Zeitdrucks bei den Aufnahmen später Verbesserungsmöglichkeiten gesehen habe.
Das Instrumentalstück Behind My Camel wurde mit einem Grammy ausgezeichnet.

## Kommerzieller Erfolg

### Chartplatzierungen
| ChartsChartplatzierungen       | Höchstplatzierung | Wochen/ Monate |
| ------------------------------ | ----------------- | -------------- |
| Deutschland (GfK)              | 5 (57 Wo.)        | 57 Wo.         |
| Österreich (Ö3)                | 14 (3,5 Mt.)      | 3,5 Mt.        |
| Vereinigte Staaten (Billboard) | 5 (153 Wo.)       | 153 Wo.        |
| Vereinigtes Königreich (OCC)   | 1 (31 Wo.)        | 31 Wo.         |

| ChartsJahrescharts (1981) | Platzierung |
| ------------------------- | ----------- |
| Deutschland (GfK)         | 6           |

### Auszeichnungen für Musikverkäufe
| Land/Region                  | Auszeichnungen für Musikverkäufe (Land/Region, Auszeichnung, Verkäufe) | Verkäufe  |
| ---------------------------- | ---------------------------------------------------------------------- | --------- |
| Australien (ARIA)            | Platin                                                                 | 100.000   |
| Deutschland (BVMI)           | Gold                                                                   | 250.000   |
| Frankreich (SNEP)            | Platin                                                                 | 400.000   |
| Italien (FIMI)               | —                                                                      | 300.000   |
| Kanada (MC)                  | Platin                                                                 | 100.000   |
| Neuseeland (RMNZ)            | 2× Platin                                                              | 40.000    |
| Vereinigte Staaten (RIAA)    | 2× Platin                                                              | 2.000.000 |
| Vereinigtes Königreich (BPI) | Platin                                                                 | 300.000   |
| Insgesamt                    | 1× Gold · 8× Platin ·                                                  | 3.390.000 |

Hauptartikel: The Police/Auszeichnungen für Musikverkäufe